# 1840
1840 (MDCCCXL) byl rok, který dle gregoriánského kalendáře započal středou.

## Události
- 6. února – Smlouvou Waitangi se novozélandští Maorové stali poddanými britské koruny.
- 1. května – Ve Velké Británii byla vydána první poštovní známka Penny Black.
- 7. června – Po 43 letech vlády zemřel pruský král Fridrich Vilém III. a na trůn usedl jeho syn Fridrich Vilém IV.
- 23. července – Britský parlament chválil zákon o ustavení Sjednocené kanadské provincie, který byla vyhlášena v roce 1840 a trvala do roku 1867.
- 7. října – Nizozemský král Vilém I. abdikoval ve prospěch svého syna Viléma II.
- 4. listopadu – A amerických prezidentských volbách zvítězil William Henry Harrison ze strany Whigů nad dosavadním prezidentem Martinem Van Burenem.
- 15. prosince – Pozůstatky Napoleona Bonaparta převezené ze Svaté Heleny byly pohřbeny v pařížské Invalidovně.
- V Rusku se začaly ve větším měřítku pěstovat brambory.
- V Paříži byl otevřen veřejný park Jardins des Champs-Élysées.
- František Palacký začal vydávat edici historických pramenů Archiv český, která vycházela do roku 1944.

### Probíhající události
- 1817–1864 – Kavkazská válka
- 1839–1842 – První opiová válka
- 1839–1842 – První anglo-afghánská válka

### Věda, umění
- 2. prosince – V Paříži se konala světová premiéra opery Gaetano Donizettiho Favoritka.

## Narození

### Česko

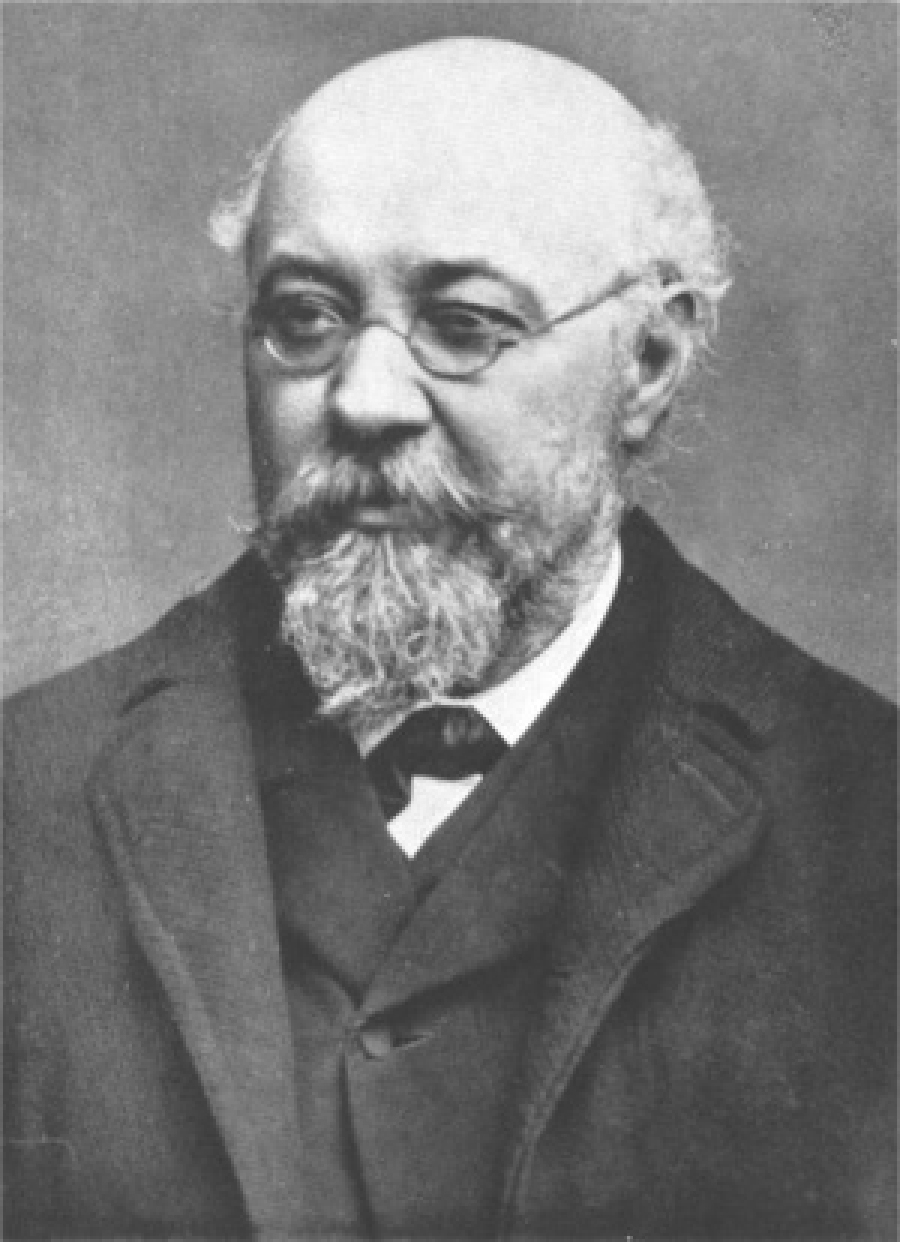
Jakub Arbes (* 12. června)

- 15. února – Václav Nekvasil, stavební podnikatel a politik († 9. března 1906)
- 21. února – Aleš Balcárek, básník († 8. května 1862)
- březen – Karel Adámek, spisovatel († 11. ledna 1918)
- 12. března – August Salaba, strojní inženýr, vynálezce, rektor ČVUT († 28. ledna 1894)
- 2. dubna – Jan Karel Hraše, pedagog, regionální historik a dramatik († 6. května 1907)
- 11. dubna – Josef Schulz, architekt († 15. července 1917)
- 18. dubna – Theodor Tomášek, dirigent a hudební skladatel († 16. února 1922)
- 24. dubna – Dominik Riegel, nadporučík dělostřelectva rakouské armády a mistr šermu († 12. března 1920)
- 8. května – František Schwarz, politický a kulturní činitel na Plzeňsku († 4. května 1906)
- 13. května – Josef Frankovský, herec († 15. září 1901)
- 20. května – Jan Radimský, šlechtic a politik († 17. června 1903)
- 26. května – Ignác Šechtl, fotograf a průkopník kinematografie († 6. července 1911)
- 4. června – Jakub Hron Metánovský, učitel, fyzik, vynálezce a jazykový purista († 29. dubna 1921)
- 10. června – Alois Kirnig, malíř a ilustrátor († 25. ledna 1911)
- 12. června – Jakub Arbes, spisovatel a novinář († 8. dubna 1914)
- 21. června – Emanuel František Züngel, básník, dramatik a překladatel († 22. dubna 1894)
- 8. července – Richard Jahn, technik a průmyslník († 30. listopadu 1918)
- 23. července – Emilie Fryšová, pedagožka, etnografka a publicistka († 17. ledna 1920)
- 26. července – Eugen Kadeřávek, kněz, premonstrát, teolog a tomistický filosof († 3. května 1922)
- 18. srpna – Tomáš Černý, právník a politik († 22. února 1909)
- 23. srpna – Gabriel Max, malíř († 24. listopadu 1915)
- 23. září – František Wichterle, prostějovský podnikatel († 14. června 1891)
- 16. října – Josef Truhlář, knihovník, literární historik, překladatel († 14. února 1914)
- 20. října – Julius Ernst Födisch, historik, pedagog († 13. února 1877)
- 27. října – Karel Bulíř, učitel a redaktor († 1. ledna 1917)
- 29. října – Jindřich Niederle, klasický filolog, překladatel a básník († 8. září 1875)
- 30. října
  - Václav Mollenda, spisovatel, básník a policejní úředník († 10. října 1903)
  - Karel Jonáš, česko-americký politik, novinář a lingvista († 15. ledna 1896)
- 1. listopadu – František Brusák, pomocný biskup pražské arcidiecéze († 5. dubna 1918)
- 22. listopadu – Karel Vraný, skladatel, sbormistr a ředitel kůru († 6. května 1874)
- 29. listopadu – Saturnin Heller, architekt († 18. září 1884)
- 11. prosince – Emanuel Bořický, mineralog a geolog († 26. ledna 1881)
- 21. prosince – Anton Thomas Hanke slovinský speleolog českého původu († 3. prosince 1891)

### Svět

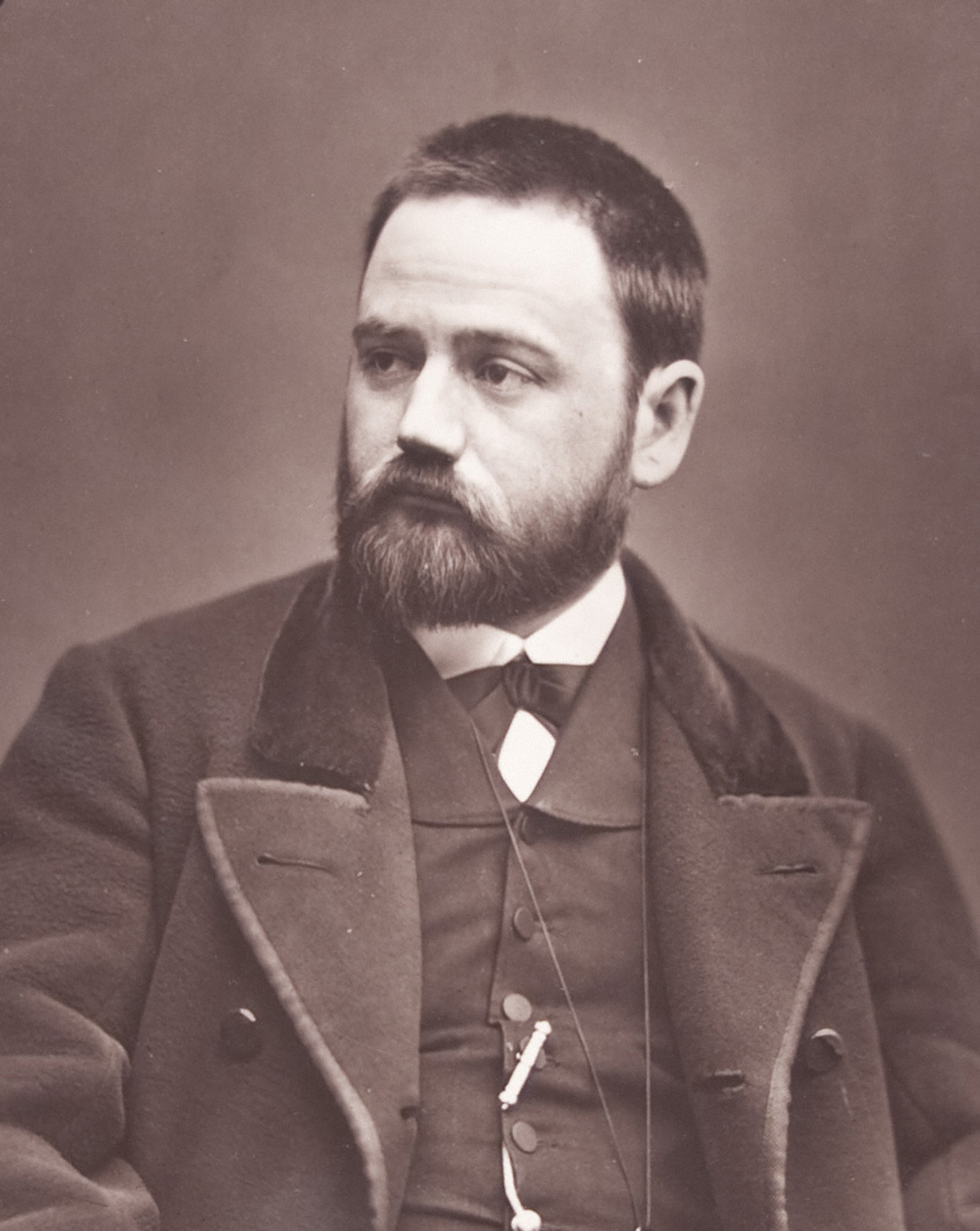
Émile Zola (* 2. dubna)

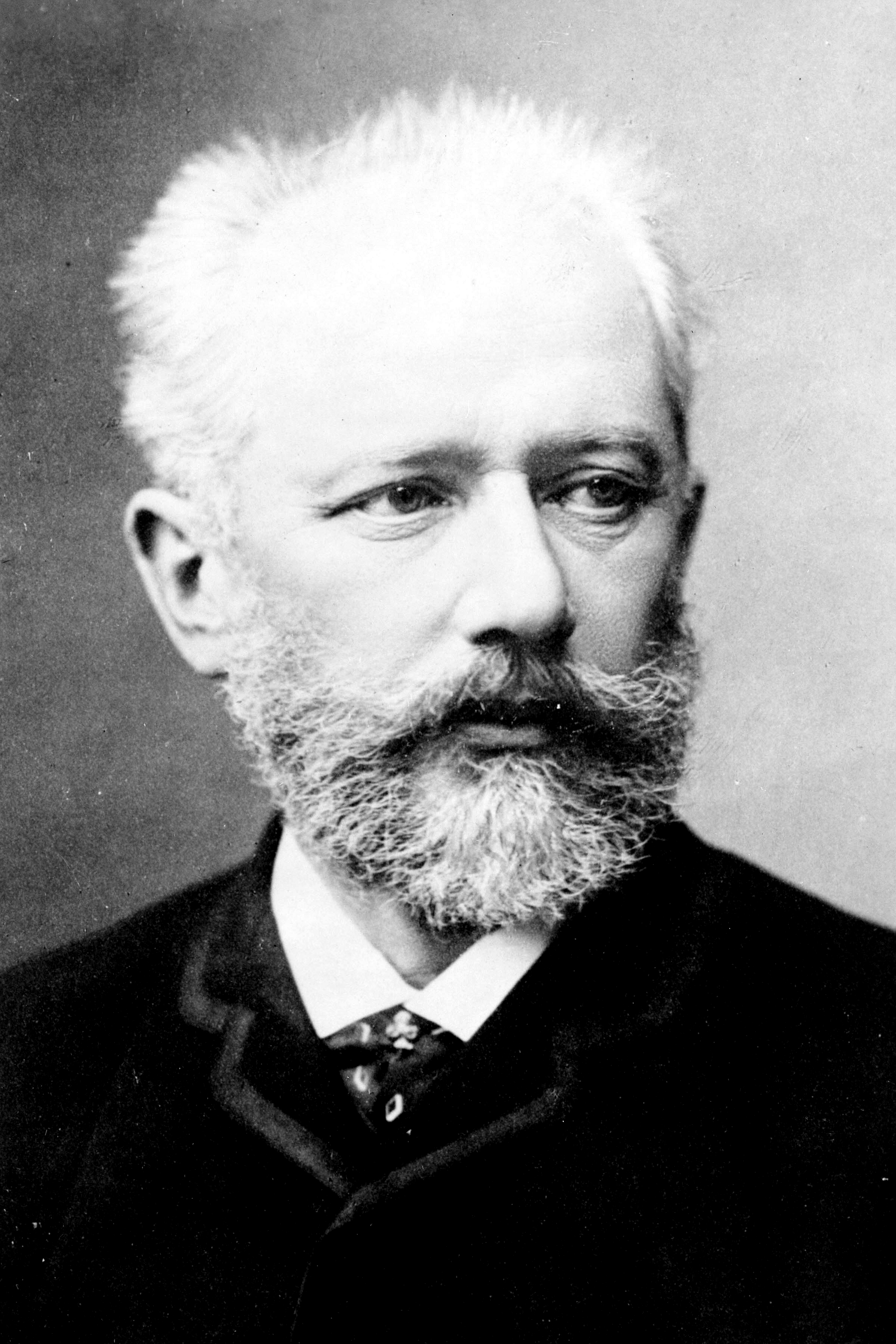
Petr Iljič Čajkovskij (* 7. května)

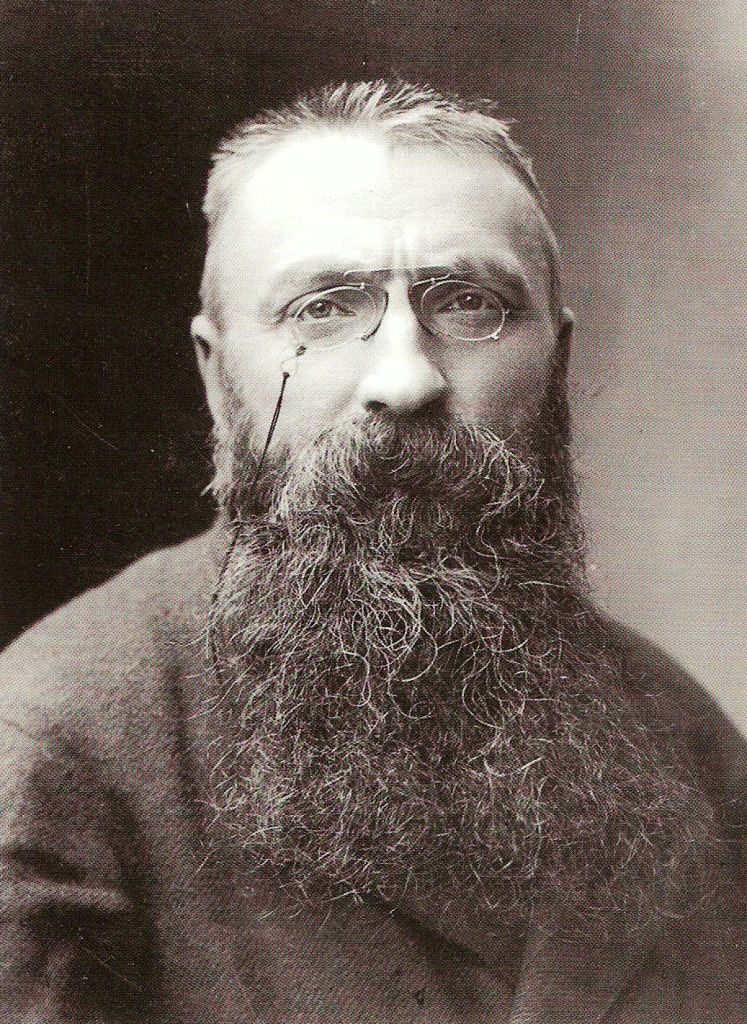
Auguste Rodin (* 12. listopadu)

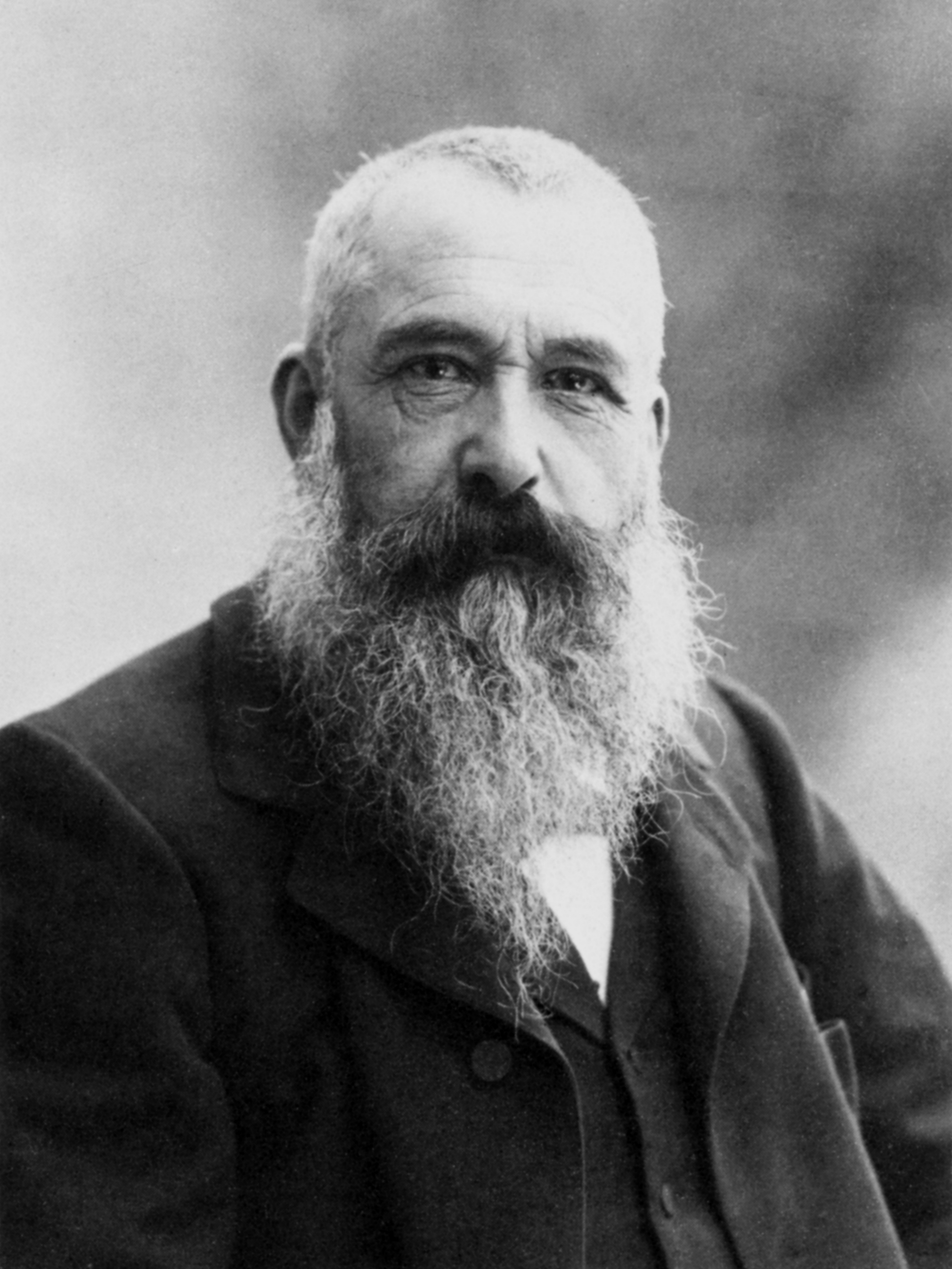
Claude Monet (* 14. listopadu)

- 3. ledna – Svatý Damien de Veuster, Otec malomocných, vlámský misionář († 15. dubna 1889)
- 10. ledna – Louis-Nazaire Bégin, arcibiskup Québecu a kardinál († 18. července 1925)
- 23. ledna
  - Adalbert Horawitz, rakouský historik a filolog († 6. listopadu 1888)
  - Ernst Abbe, německý fyzik, astronom a sociální reformátor († 14. ledna 1905)
- 31. ledna – William Pittenger, hrdina americké občanské války († 24. dubna 1904)
- 3. února – Florián Červeň, slovenský geograf a historik († 22. února 1928)
- 5. února
  - John Boyd Dunlop, skotský veterinář, který vynalezl pneumatiku († 23. října 1921)
  - Hiram Stevens Maxim, americký vynálezce († 24. listopadu 1916)
- 7. února – Charles Warren, policejní komisař Londýna († 21. ledna 1927)
- 10. února – Per Teodor Cleve, švédský chemik a geolog († 18. červen 1905)
- 11. února – Lajos Abafi, maďarský entomolog, historik a spisovatel († 19. června 1909)
- 22. února – August Bebel, německý politik, spisovatel a filozof († 13. srpna 1913)
- 23. února – Carl Menger, rakouský ekonom († 26. února 1921)
- 8. března
  - Eduard von Knorr, německý admirál († 17. února 1920)
  - Franco Faccio, italský skladatel a dirigent († 21. července 1891)
- 12. března – Séraphin-Médéric Mieusement, francouzský fotograf († 10. září 1905)
- 28. března – Eduard Schnitzer, Mehmed Emin paša, slezský cestovatel, vědec a lékař († 23. října 1892)
- 30. března – Charles Booth, anglický filantrop a sociolog († 23. listopadu 1916)
- 2. dubna – Émile Zola, francouzský spisovatel († 29. září 1902)
- 22. dubna – Odilon Redon, francouzský malíř († 6. července 1916)
- 7. května – Petr Iljič Čajkovskij, ruský hudební skladatel († 6. listopadu 1893)
- 12. května – George Cadogan, 5. hrabě Cadogan, britský politik a šlechtic († 6. března 1915)
- 13. května – Alphonse Daudet, francouzský spisovatel († 16. prosince 1897)
- 24. května – Markéta Saská, manželka arcivévody Karla Ludvíka († 15. září 1858)
- 28. května
  - Viktor Wilhelm Russ, rakouský politik († 17. července 1920)
  - Hans Makart, rakouský malíř († 3. října 1884)
- 2. června – Thomas Hardy, anglický spisovatel († 11. ledna 1928)
- 14. června – Alois Beer, rakouský fotograf († 19. prosince 1916)
- 7. června – Charlotta Belgická, mexická císařovna († 19. ledna 1927)
- 13. června – Oskar Höcker, německý herec, spisovatel a dramatik († 8. dubna 1894)
- 19. června – Ferdinand Schmidt, německý fotograf († 22. srpna 1909)
- 2. července – Emilie Bach, německá novinářka († 30. března 1890)
- 8. července – Heinrich von Angeli, rakouský malíř († 21. října 1925)
- 28. července – Edward Drinker Cope, americký anatom a paleontolog († 12. dubna 1897)
- 14. srpna – Richard von Krafft-Ebing, rakouský psychiatr a sexuolog († 22. prosince 1902)
- 25. srpna – Eugène Trutat, francouzský přírodovědec a fotograf († 6. srpna 1910)
- 2. září – Giovanni Verga, italský spisovatel a fotograf († 27. ledna 1922)
- 4. září – Vilém Oranžský, nizozemský následník trůnu († 11. června 1879)
- 21. září – Murad V., osmanský sultán († 29. srpna 1904)
- 27. září – Alfred Thayer Mahan, vojenský a politický stratég námořnictva Spojených států († 1. prosince 1914)
- 29. září – Johann Nepomuk Gleispach, předlitavský šlechtic, právník a politik († 21. února 1906)
- 30. září
  - Jehan Georges Vibert, francouzský malíř († 28. července 1902)
  - Johan Svendsen, norský skladatel, dirigent a houslista († 14. června 1911)
- 5. října – Jan II. z Lichtenštejna, lichtenštejnský kníže († 11. února 1929)
- 30. října
  - William Graham Sumner, americký sociolog († 12. dubna 1910)
  - Jules Robuchon, francouzský sochař a fotograf († 14. února 1922)
- 1. listopadu – Fatma Sultan, osmanská princezna a dcera sultána Abdulmecida I. († 26. srpna 1884)
- 12. listopadu – Auguste Rodin, francouzský sochař († 17. listopadu 1917)
- 14. listopadu – Claude Monet, francouzský malíř († 5. prosince 1926)
- 21. listopadu – Viktorie Sasko-Koburská, německá císařovna a pruská královna († 5. srpna 1901)
- 24. listopadu – André Grusenmeyer, francouzský podnikatel a vynálezce († 30. listopadu 1905)
- 29. listopadu – Rhoda Broughton, velšská spisovatelka († 5. června 1920)
- 30. listopadu – Wilhelm Heinrich Erb, německý neurolog († 29. října 1921)
- listopad – Célestine Galli-Marié, francouzská mezzosopranistka († 22. září 1905)
- 4. prosince – Auguste Maure, francouzský fotograf († 3. března 1907)
- 17. prosince – Christian Frederik Emil Horneman, dánský hudební skladatel († 8. června 1906)
- 19. prosince – Giulio Ricordi, italský vydavatel, hudební publicista, malíř a hudební skladatel († 6. června 1912)
- ? – Pierre Eliyya Abo-Alyonan, patriarcha chaldejské katolické církve († 27. června 1894)
- ? – Timothy H. O'Sullivan, americký fotograf († 14. ledna 1882)
- ? – Andreas Reiser, německý fotograf († 1898)
- ? – Richard Knill Freeman, britský architekt († 24. června 1904)
- ? – Tuone Udaina, poslední mluvčí dalmatštiny († 10. června 1898)
- ? – Ján Ruman Driečny, horský vůdce v Tatrách († 1879)
- ? – Ján Slavoľub Badušek, slovenský kněz publicista († 28. května 1867)

## Úmrtí

### Česko
- 16. ledna – František Tkadlík, malíř, grafik a pedagog (* 23. listopadu 1786)
- 29. ledna – Karel Jan Clam-Martinic, šlechtic (* 23. května 1792)
- 15. února – Josef Heřman Agapit Gallaš, malíř, lékař a spisovatel (* 4. dubna 1756)
- 12. dubna – František Antonín Gerstner, průkopník stavby železnic (* 11. května 1795)
- 22. června – Josef Javůrek, klavírista a hudební pedagog (* 16. března 1756)
- 13. července – František Max Kníže, hudební skladatel (* 7. září 1784)
- 13. září – Vincenc Houška, hudební skladatel (* 21. ledna 1766)
- 16. listopadu – Andreas Spunar, fyzik, děkan filozofické fakulty olomoucké univerzity (* 17. listopadu 1794)
- 30. listopadu – Joseph Johann von Littrow, rakouský astronom (* 13. března 1781)

### Svět

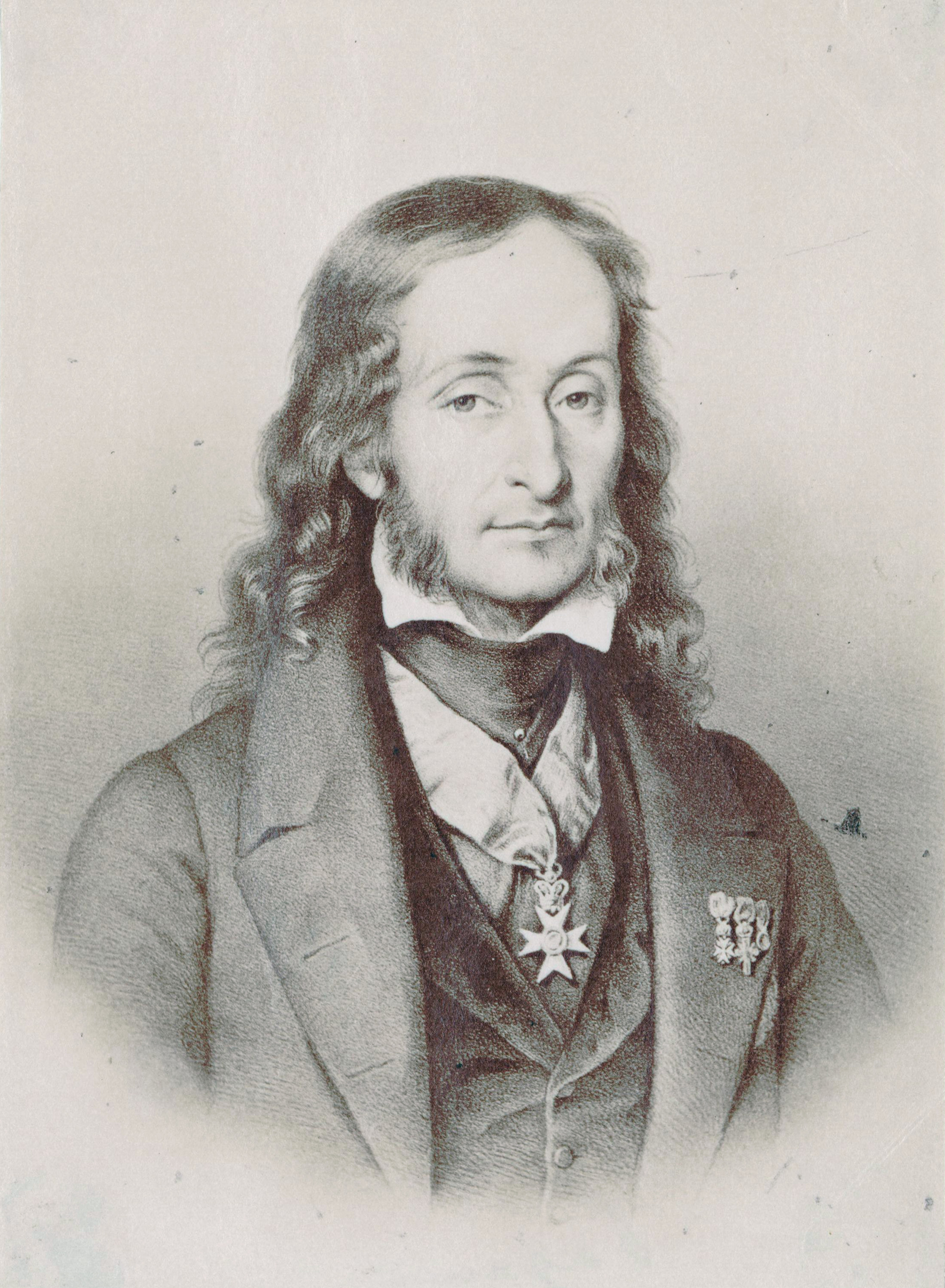
Niccolò Paganini († 27. května)

- 6. ledna – Frances Burney, anglická spisovatelka (* 13. června 1752)
- 22. ledna – Johann Friedrich Blumenbach, německý lékař, zoolog, fyziolog a antropolog (* 11. května 1752)
- 13. února – Nicolas-Joseph Maison, francouzský maršál (* 19. prosince 1771)
- 18. února – Alžběta Kristýna Ulrika Brunšvicko-Wolfenbüttelská, první manželka Fridricha Viléma II. Pruského (* 9. listopadu 1746)
- 2. března – Heinrich Wilhelm Olbers, německý astronom, lékař a fyzik (* 11. října 1758)
- 23. března – William Maclure, skotský geolog, učenec a filantrop (* 27. října 1763)
- 28. března – Simon Antoine Jean L'Huilier, švýcarský matematik (* 24. dubna 1750)
- 30. března – George Brummell, anglický módní idol (* 7. června 1778)
- 25. dubna – Siméon Denis Poisson, francouzský matematik, geometr, astronom a fyzik (* 21. června 1781)
- 7. května – Caspar David Friedrich, německý malíř a kreslíř (* 5. září 1774)
- 14. května – Carl Ludwig Engel německo-finský architekt a malíř (* 3. července 1778)
- 27. května – Niccolò Paganini, italský houslový virtuos, kytarista a hudební skladatel (* 27. října 1782)
- 28. května – Alexandr Rylejev, ruský generál (* 1788)
- 7. června – Fridrich Vilém III., pruský král a braniborský kurfiřt (* 3. srpna 1770)
- 29. června – Lucien Bonaparte, mladší bratr Napoleona Bonaparte (* 21. března 1775)
- 13. července – Šarlota Frederika Meklenbursko-Zvěřínská, manželka pozdějšího dánského krále Kristiána VIII. (* 4. prosince 1784)
- 4. srpna – José María Narváez, španělský průzkumník a navigátor (* 1768)
- 16. září – Paul Rudolf von Bilguer, německý šachový mistr a teoretik (* 21. září 1815)
- 18. září – Constantine Samuel Rafinesque, francouzsko-americký polyhistor (* 22. října 1783)
- 20. září – José Gaspar Rodríguez de Francia, nejvyšší diktátor Paraguaye (* 6. ledna 1766)
- 24. září – William Garrow, britský obhájce, politik a soudce (* 13. dubna 1760)
- 25. září – Jacques MacDonald, francouzský maršál (* 17. listopadu 1765)
- 23. listopadu – Louis-Gabriel de Bonald, francouzský filozof, politik a teoretik státu (* 2. října 1754)
- 13. prosince – Louis-Charles Mahé de La Bourdonnais, francouzský šachový mistr (* 1795 či 1797)
- ? – Giuseppangelo Fonzi, italský lékař (* 13. července 1768)
- ? – Dingane, zulský náčelník a král (* 1795)

## Hlavy států

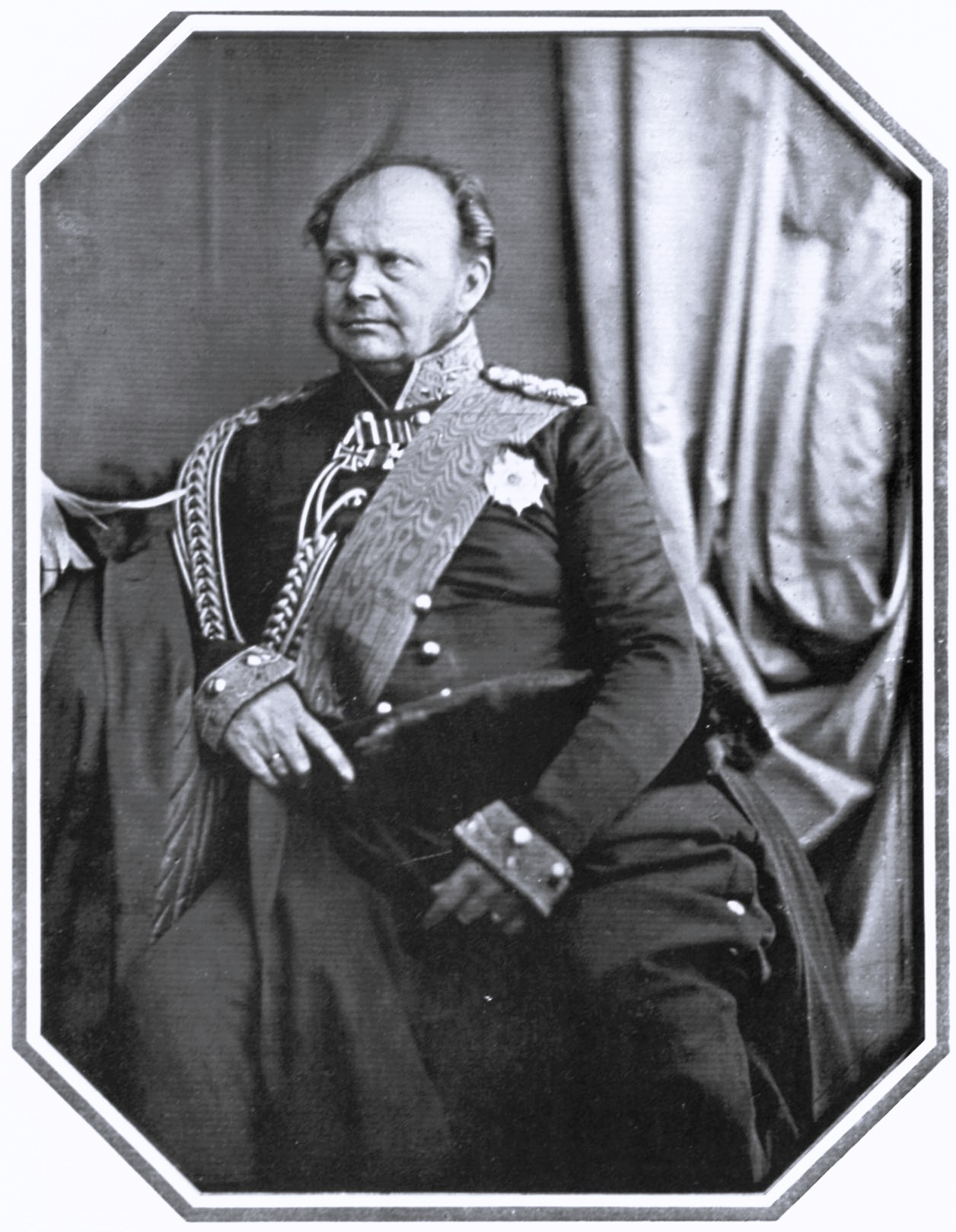
Pruským králem se stal Fridrich Vilém IV.

- Francie – Ludvík Filip (1830–1848)
- Království obojí Sicílie – Ferdinand II. (1830–1859)
- Osmanská říše – Abdülmecid I. (1839–1861)
- Prusko – Fridrich Vilém III. (1797–1840) do 7. června / Fridrich Vilém IV. (1840–1861) od 7. června
- Rakouské císařství – Ferdinand I. (1835–1848)
- Rusko – Mikuláš I. (1825–1855)
- Spojené království – Viktorie (1837–1901)
- Španělsko – Isabela II. (1833–1868)
- Švédsko – Karel XIV. (1818–1844)
- USA – Martin Van Buren (1837–1841)
- Papež – Řehoř XVI. (1830–1846)
- Japonsko – Ninkó (1817–1846)
- Lombardsko-benátské království – Rainer Josef Habsbursko-Lotrinský